# Mason Lee
Mason Lee (30 de mayo de 1990) es un actor taiwanés-estadounidense.  Más conocido por su papel de "Teddy" en The Hangover Part II.

## Biografía
Actualmente está estudiando Interpretación en la Universidad de Nueva York. Es hijo de una investigadora de microbiología llamada Jane Lin y del galardonado director Ang Lee.
 Sobre su participación en The Hangover Part II, bromeó:

«Tengo la sensación como si no hubiese conseguido la parte [de Teddy], ¿quizás Ken Jeong la habría conseguido?»
Mason Lee

## Filmografía

### Películas
| Año  | Título                          | Rol               | Notas                                  |
| ---- | ------------------------------- | ----------------- | -------------------------------------- |
| 1993 | El banquete de bodas            | Bebé              | Extra                                  |
| 2001 | Chosen                          | Pasajero          | Corto protagonizado junto a Clive Owen |
| 2011 | The Hangover Part II            | Teddy             |                                        |
| 2014 | Lucy                            | Portero del hotel |                                        |
| 2016 | Billy Lynn's Long Halftime Walk | -                 |                                        |